# Bahaitum

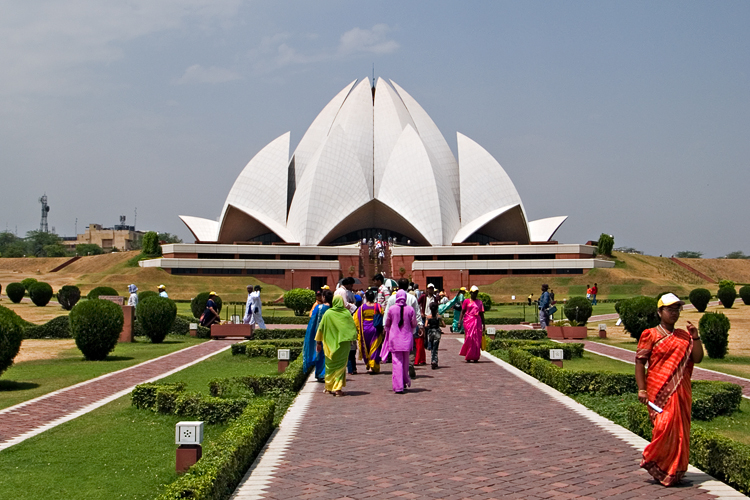
Der Lotustempel in Delhi ist der meistbesuchte Sakralbau der Bahai

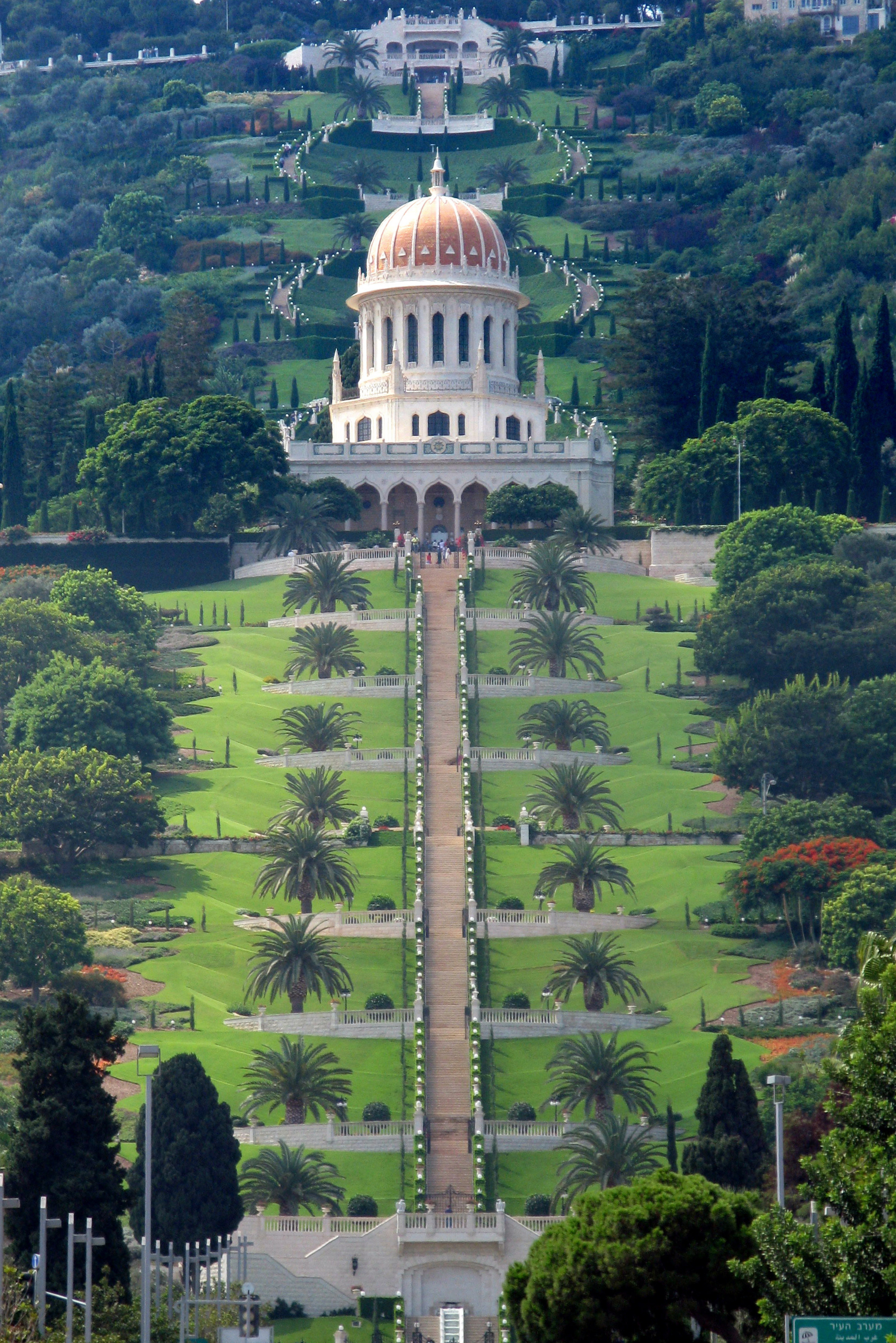
Schrein des Bāb in Haifa

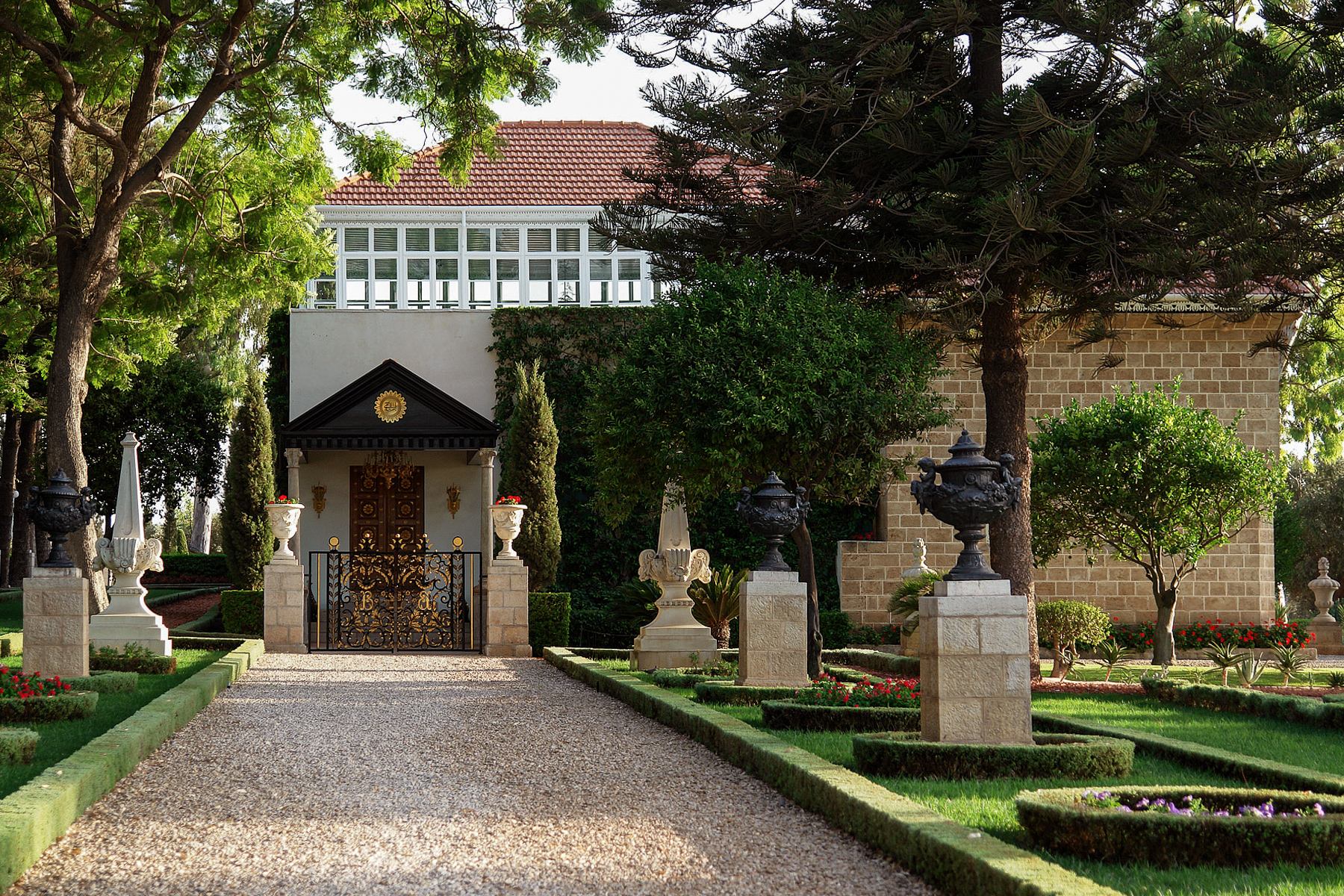
Schrein Bahāʾullāhs in Westgaliläa. Die Schreine der beiden Religionsstifter (siehe oben) sind die wichtigsten Pilgerstätten der Bahai und gehören zum Weltkulturerbe der UNESCO.

Das Bahaitum (auch Bahaismus oder Bahai-Religion) ist eine weltweit verbreitete und universale Religion, die von Bahāʾullāh Mitte des 19. Jahrhunderts gegründet wurde. Bahāʾullāh ruft dazu auf, die Erde als „nur ein Land und alle Menschen [als] seine Bürger“ zu betrachten. Der tiefgreifende gesellschaftliche Wandel, den die Umsetzung dieses Prinzips der Einheit der Menschheit in ihrer Vielfalt erfordere, werde auf Grundlage der Lehren Bahāʾullāhs möglich. Diese vermitteln unter anderem den Glauben an einen allwissenden und allliebenden Gott, dessen Wesen für den Menschen jedoch unergründlich ist. Die Stifter der Weltreligionen, wie Mose, Jesus Christus, Mohammed oder zuletzt Bahāʾullāh selbst, werden als Boten desselben Gottes angesehen. Durch deren Wirken werde die Entwicklung der Menschheit entsprechend den Nöten der jeweiligen Zeit gefördert.

## Geschichte
Die Geschichte des Bahai-Glaubens begann im Iran mit dem Wirken Bahāʾullāhs (1817–1892) und seines Vorläufers, des Bāb (1819–1850). Beide erklärten, Boten Gottes zu sein. Die Nachfolge Bahāʾullāhs als Oberhaupt der Religion ging auf Basis seiner Vorgaben zunächst auf seinen (ältesten) Sohn ʿAbdul-Bahāʾ (1844–1921), von diesem auf dessen (ältesten) Enkel Shoghi Effendi (1897–1957) und schließlich (seit 1963) auf ein international gewähltes Gremium, das Universale Haus der Gerechtigkeit, über.

### Der Bāb

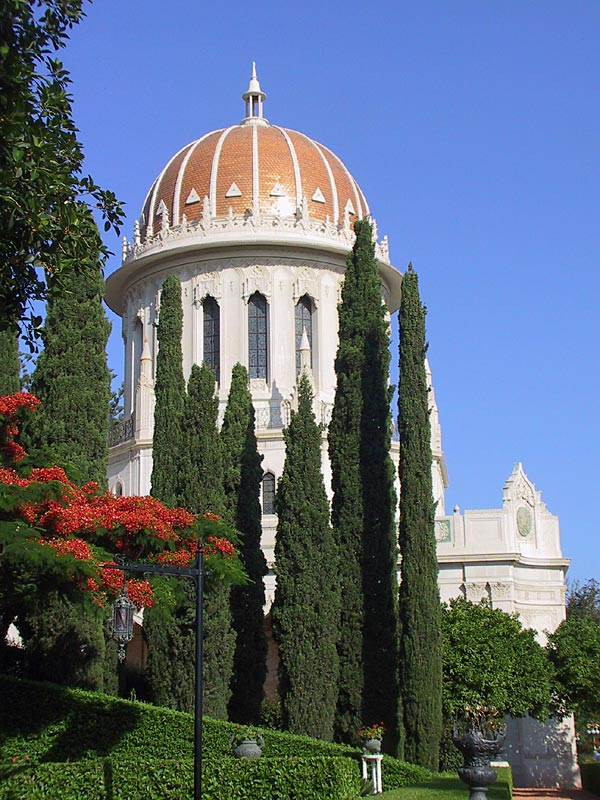
Dass sich die Grabstätte des aus Shiraz (Iran) stammenden Bāb heute in Haifa (Israel) befindet, hat historische Gründe.

Der Bāb (arabisch für „das Tor“, mit bürgerlichem Namen Siyyid ʿAli Muhammad Schirāzi) wurde am 20. Oktober 1819 in Schiras, Iran, geboren. Am 22. Mai 1844 verkündete er dort erstmals, Träger einer Offenbarung Gottes zu sein. Er sprach in seinen Schriften vom Anbruch eines Zeitalters des weltweiten Friedens und der Gerechtigkeit, das durch das kurz bevorstehende Auftreten des Verheißenen aller Religionen – „Dessen, den Gott offenbaren wird“ – eingeleitet werde. Seine erklärte Absicht war, den Weg für diesen verheißenen Gottesboten zu bereiten. Er widmete sich unter anderem der Stärkung der gesellschaftlichen Stellung von Frauen und der geistigen Ermächtigung benachteiligter Bevölkerungsgruppen.
Dass die Lehre des Bāb einen Bruch mit den religiösen und sozialen Traditionen des Islam darstellte, wurde bei einer Versammlung einiger seiner Anhänger im Juni 1848 im Dorf Badascht offenkundig. Die Dichterin und Gelehrte Tahere demonstrierte die Unabhängigkeit der neuen Religion, indem sie während dieser Konferenz ohne Verschleierung erschien.
Innerhalb weniger Jahre schlossen sich bis zu 100.000 Personen der Bābī-Bewegung an. Die religiöse und politische Führung des Iran reagierte darauf mit brutaler Repression, im Zuge derer Tausende gefoltert und ermordet wurden. Der Bāb selbst wurde verhaftet, wiederholt innerhalb des Landes verbannt und am 9. Juli 1850 in Täbris von einem Soldatenregiment vor einigen tausend Zuschauern erschossen.
Für die Bābī war die Hinrichtung des Bāb, gemeinsam mit dem gewaltsamen Tod der meisten seiner angesehensten Unterstützer, ein verheerender Schlag, der sie ohne moralische Führungsinstanz überwiegend zerstreut und demoralisiert zurückließ. Der jüngere Halbbruder Bahāʾullāhs, Mirzā Yahyā (auch bekannt als Subh-e Azal), war vom Bāb eingesetzt worden, bis zum kurz bevorstehenden Auftreten des Verheißenen der Gemeinde nominell vorzustehen. Einer tatsächlichen Führungsrolle war er jedoch nicht gewachsen. Später sollte Yahya den Anspruch Bahāʾullāhs, dieser vom Bāb angekündigte Bote Gottes zu sein, nicht anerkennen, sondern sich gegen seinen Bruder und dessen Anhänger wenden.

### Bahāʾullāh

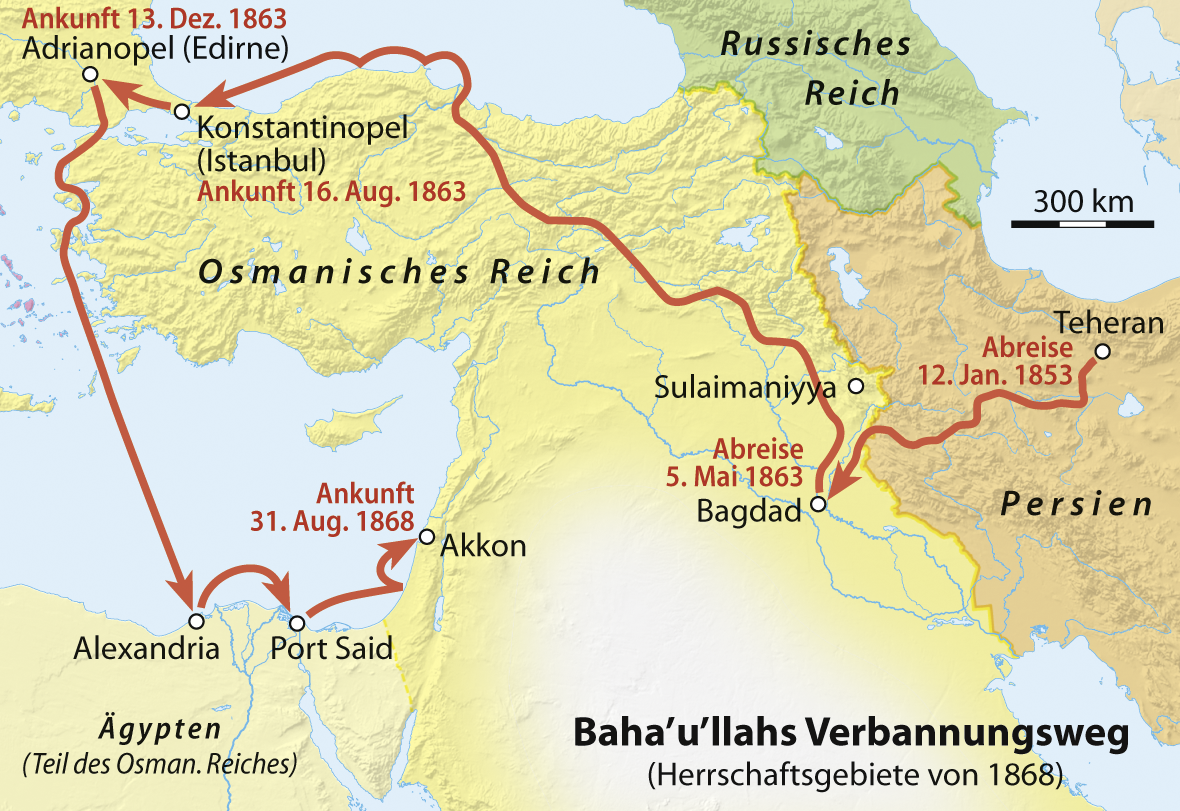
Bahāʾullāhs Verbannungsweg

Bahāʾullāh (arabisch für „Herrlichkeit Gottes“, mit bürgerlichem Namen Mirzā Husain-ʿAli Nuri) wurde am 12. November 1817 in Teheran, Iran, geboren. 1844 nahm er die Religion des Bāb an und begann, diese zu fördern. Bei der Versammlung in Badascht spielte er eine zentrale Rolle, um die Unabhängigkeit des Bābī-Glaubens zu bekräftigen. Nach der Hinrichtung des Bāb wurde er verstärkt als führender Vertreter der Gemeinde wahrgenommen. 1852 wurde Bahāʾullāh fälschlicherweise der Mittäterschaft am Attentat auf den Schah angeklagt und in einem berüchtigten Verlies, dem Siyāh-Tschāl („Schwarzes Loch“), eingekerkert und in schwere Ketten gelegt. Später berichtete Bahāʾullāh, dort den Beginn seiner göttlichen Offenbarung erfahren zu haben:

„[…] in den seltenen Augenblicken des Schlummers [hatte Ich] ein Gefühl, wie wenn etwas vom Scheitel Meines Hauptes über Meine Brust strömte, einem mächtigen Sturzbach gleich, der sich vom Gipfel eines hohen Berges zu Tal ergießt. […] Meine Zunge sprach in solchen Augenblicken Worte, die zu hören kein Mensch hätte ertragen können.“

#### Bagdad, Istanbul und Edirne
Nach vier Monaten der Einkerkerung wurde Bahāʾullāh, mittlerweile schwer erkrankt, nach Bagdad verbannt und kam dort am 8. April 1853 an. In Bagdad wandte sich die Bābī-Gemeinde zunehmend Bahāʾullāh zu, der nun begann, sie moralisch und organisatorisch zu stärken. Um einen in der Gemeinde angestachelten Streit zu beenden, verließ Bahāʾullāh Bagdad am 10. April 1854 und zog sich für eine Zeit des Gebets und der Meditation ins Bergland der kurdischen Provinz Silêmanî zurück. Am 19. März 1856 kehrte er nach Bitten seiner Anhänger zurück. Durch seinen Einsatz für den Aufbau der Bābī-Gemeinde gewann er wiederum an Ansehen. Um Bahāʾullāhs Einfluss einzudämmen, bewog Nāser ad-Din Schāh den osmanischen Sultan Abdülaziz dazu, Bahāʾullāh nach Istanbul zu beordern.
Aus der Zeit in Bagdad stammen wichtige mystische Werke Bahāʾullāhs, wie die Sieben Täler oder die Verborgenen Worte, sowie das Buch der Gewissheit (Kitab-i-Iqan). Mit letzterem führt Bahāʾullāh unter anderem seine Lehre von der Einzigkeit Gottes, der Einheit seiner Propheten, der Kontinuität göttlicher Offenbarung sowie von der Relativität religiöser Wahrheit aus.

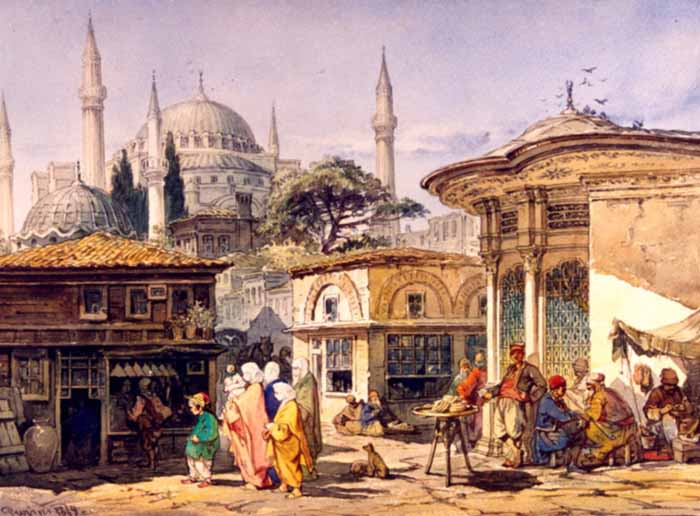
Istanbul 1868

Unmittelbar vor seiner Weiterverbannung verbrachte Bahāʾullāh gemeinsam mit ausgewählten Begleitern und Anhängern ab dem 21. April 1863 zwölf Tage am Ufer des Tigris in einem Garten, den er Ridvān („Paradies“) nannte. Dort erklärte Bahāʾullāh, der vom Bāb Verheißene zu sein – der Bote Gottes für die heutige Zeit.
Bahāʾullāh und sein Gefolge erreichten im August 1863 Istanbul, bevor sie eine zermürbende Reise im Dezember 1863 nach Edirne brachte. Von dort aus begann er ab 1867, Sendschreiben an damalige Könige und Herrscher zu richten. Darin verkündete er offen seinen Anspruch, sprach vom Anbruch eines neuen Zeitalters und warnte vor katastrophalen Umwälzungen in der politischen und sozialen Ordnung der Welt. Er rief sie auf, Gerechtigkeit zu üben, abzurüsten, einen Staatenbund zu etablieren und dem Krieg ein Ende zu setzen. Die meisten Bābī wandten sich in dieser Zeit zu Bahāʾullāh und wurden als Bahai bekannt. Der durch Bahāʾullāhs Gegner verursachte Aufruhr veranlasste die Behörden, ihn in die Festungsstadt Akkon im heutigen Israel weiter zu verbannen.

#### Westgaliläa

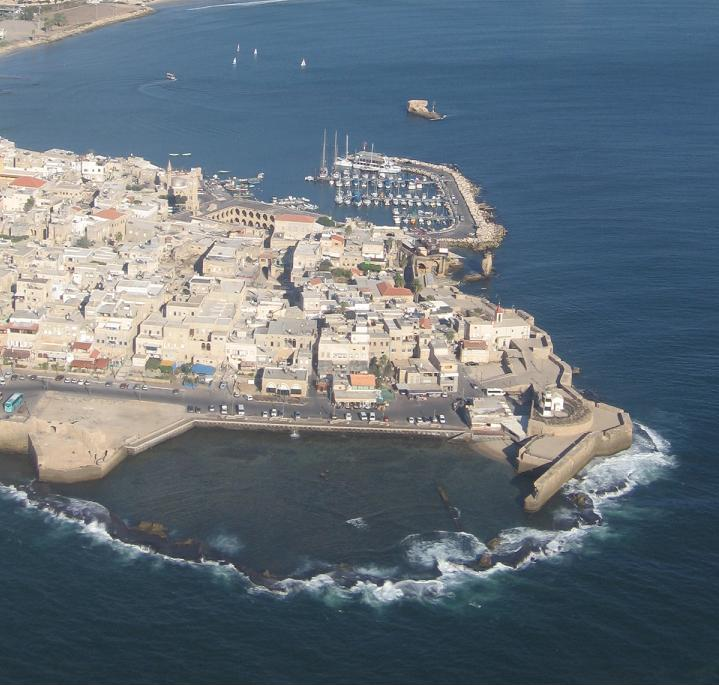
Die Festungsstadt Akkon zählt heute zu den Pilgerzielen der Bahai

Bahāʾullāh kam am 31. August 1868 in Akkon an und sollte den Rest seines Lebens in dieser Stadt und ihrer Umgebung verbringen. Die ersten zwei Jahre war er gemeinsam mit etwa 70 Familienmitgliedern und Anhängern im Gefängnis Akkon inhaftiert, bevor sie in ein Haus innerhalb der Stadtmauern von Akkon verlegt wurden. Ab 1877 wurde Bahāʾullāh mehr Freiheit gewährt und er konnte sich außerhalb der Stadtmauern bewegen. Am 29. Mai 1892 verstarb Bahāʾullāh in Bahji bei Akkon. Sein Schrein ist heute der wichtigste Pilgerort der Bahai und bestimmt die Gebetsrichtung für die Pflichtgebete.
Während der Zeit in Akkon und Umgebung entstand ein bedeutsamer Teil des umfangreichen Schrifttums Bahāʾullāhs. Darin führt er seine zentralen Lehren weiter aus, nicht zuletzt die Grundsätze der Einheit der Menschheit und der Versöhnung der Religionen. Hervorzuheben ist dabei der 1873 abgeschlossene Kitab-i-Aqdas (das Heiligste Buch), der als wichtigste Schrift Bahāʾullāhs gilt. Er beinhaltet die wesentlichen Gesetze und Prinzipien des Bahai-Glaubens sowie die Grundlagen für eine globale Verwaltungsordnung.

### Nachfolge Bahāʾullāhs
Die Regelung der Nachfolge des Religionsstifters als Oberhaupt des Bahai-Glaubens bezeichnen die Bahai als „Bund Bahāʾullāhs“. Durch diesen soll das Ziel der Offenbarung Bahāʾullāhs, das Wohl und die Einheit der Menschheit zu fördern und „den Geist der Liebe und Verbundenheit unter den Menschen zu pflegen“, erreicht sowie die Einheit der Bahai-Gemeinde bewahrt werden. Für diesen Zweck ernannte Bahāʾullāh seinen ältesten Sohn, ʿAbdul-Bahāʾ (1844–1921), zum „Mittelpunkt des Bundes“ und ordnete die Errichtung des Universalen Hauses der Gerechtigkeit an. ʿAbdul-Bahāʾ wiederum erläuterte die Funktionsprinzipien des Universalen Hauses der Gerechtigkeit und bestimmte, dass sich die Bahai nach seinem Tod seinem ältesten Enkel, Shoghi Effendi (1897–1957), den er zum „Hüter des Bahai-Glaubens“ ernannte, zuwenden sollten.

#### ʿAbdul-Bahāʾ
ʿAbdul-Bahāʾ war von 1892 bis zu seinem Tod 1921 Oberhaupt der Religion. Er gilt den Bahai als vollkommenes Vorbild und war von Bahāʾullāh als „Mittelpunkt des Bundes“ befugt, seine Schriften autoritativ auszulegen. Durch ʿAbdul-Bahāʾs Wirken kam es zur weiteren Ausbreitung des Bahai-Glaubens, nicht zuletzt auch im Westen. Er etablierte lokale Bahai-Institutionen sowie eine Reihe von Bildungs- und Entwicklungsinitiativen. Von seinem schriftlichen Werk sind neben mehreren Büchern etwa 27.000 Briefe und Sendschreiben erhalten. Zu den bekanntesten Titeln zählen die Ansprachen in Paris und die Beantworteten Fragen.

Nach seiner Entlassung aus lebenslanger Gefangenschaft in Folge der Jungtürkischen Revolution 1908 reiste ʿAbdul-Bahāʾ nach Ägypten, Europa und Nordamerika. Im Frühjahr 1913 besuchte er Deutschland und Österreich. Bei Treffen und weiterer Korrespondenz mit Intellektuellen sowie politischen und religiösen Führern und Organisationen betonte er, dass es für die Errichtung des Weltfriedens unter anderem notwendig sei, Vorurteile aller Art abzubauen, Bildung zu fördern, die Gleichberechtigung von Frauen und Männern sicherzustellen und adäquate internationale politische Institutionen zu etablieren. Nach Ende des Ersten Weltkrieges warnte er, dass der Völkerbund den Frieden nicht gewährleisten können werde. Sein Einsatz für soziale Gerechtigkeit und internationalen Frieden sowie sein humanitäres Engagement führten zu beträchtlicher öffentlicher Anerkennung. Aufgrund seiner Rolle bei der Abwendung einer Hungersnot während der Kriegsjahre in Palästina wurde ihm der Orden Knight of the British Empire verliehen. Sein Tod am 28. November 1921 in Haifa löste unter Würdenträgern und Anhängern unterschiedlicher Religionen große Anteilnahme aus.

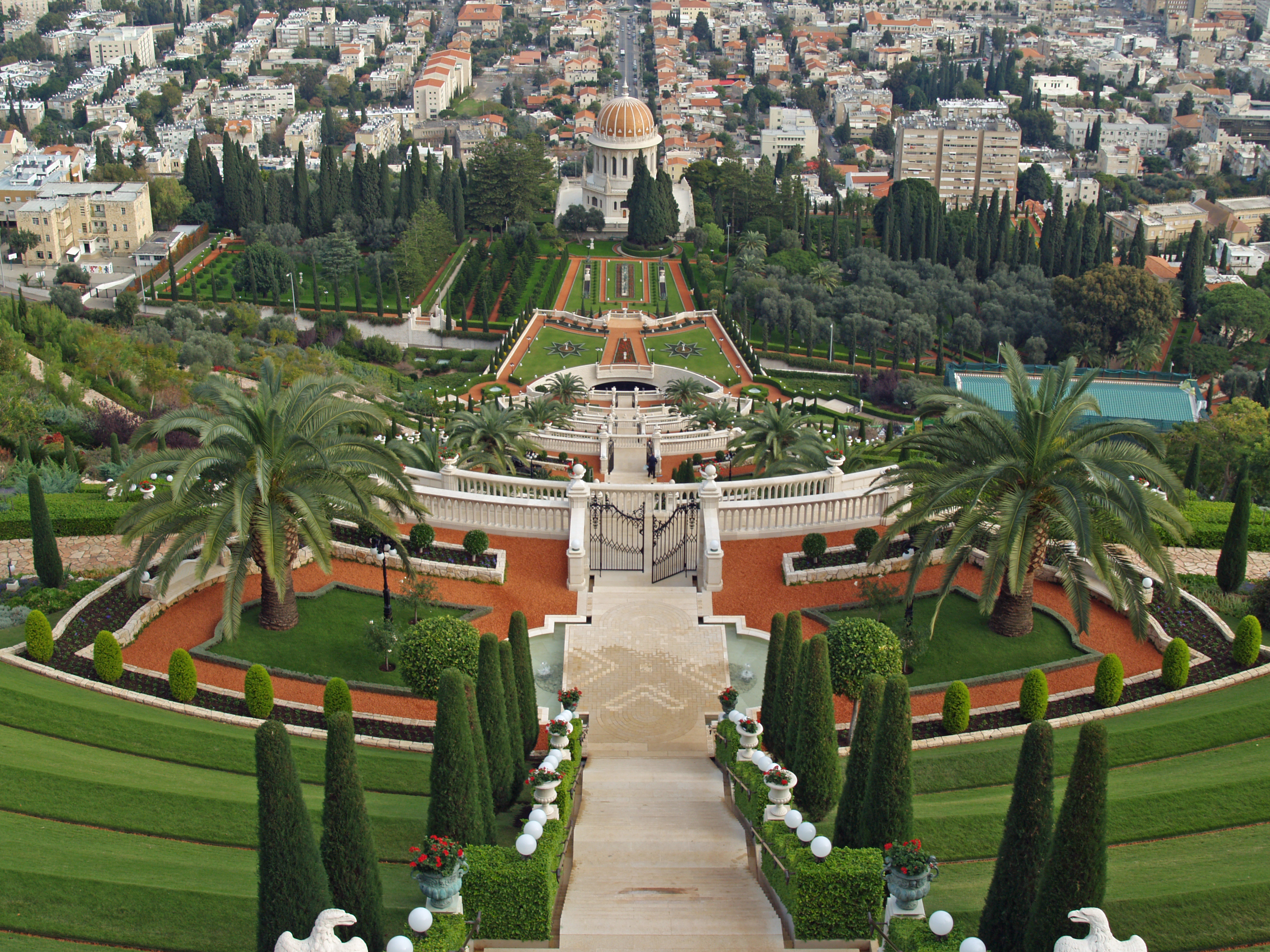
Die ersten Gärten am Bahai-Weltzentrum in Haifa wurden von Shoghi Effendi angelegt. Die Hängenden Gärten in ihrer heutigen Form wurden im Jahr 2001 eröffnet.

#### Shoghi Effendi
Von 1921 bis 1957 war Shoghi Effendi Oberhaupt des Bahai-Glaubens. Er war ebenso zur verbindlichen Auslegung der Bahai-Schriften ermächtigt. Während der Amtszeit Shoghi Effendis verbreitete sich der Bahai-Glaube in nahezu alle Länder der Erde. Er förderte die weitere Etablierung und Entwicklung lokaler und nationaler Gremien der Verwaltungsordnung Bahāʾullāhs, setzte sich für die Gestaltung der Heiligen Stätten und des Weltzentrums der Bahai in Haifa und Akkon ein und übersetzte einige der wichtigsten Schriften Bahāʾullāhs ins Englische. In dieser Zeit beginnt auch die Zusammenarbeit mit den Vereinten Nationen, wo die Internationale Bahá’í-Gemeinde seit 1948 offiziell als Nichtregierungsorganisation anerkannt ist.
Shoghi Effendi verstarb überraschend am 4. November 1957, ohne einen Nachfolger als Hüter des Bahai-Glaubens zu benennen. Die autoritative Auslegung der offenbarten Bahai-Texte wurde daher mit seinem Werk endgültig abgeschlossen. Gleichzeitig gelten den Bahai die Interpretationen ʿAbdul-Bahāʾs und Shoghi Effendis weiterhin als verbindlich. Im Allgemeinen wird im Bahaitum zudem das Bestreben Einzelner geschätzt, die Schriften eigenständig zu verstehen, ohne jedoch ihren Sichtweisen Autorität zuzumessen.
Von 1957 bis 1963 wurde die weltweite Bahai-Gemeinde vorübergehend von einer zuvor von Shoghi Effendi ernannten und geführten Gruppe, der Institution der Hände der Sache Gottes, verwaltet. Als „Chief Stewards“ der Bahai-Gemeinde beförderten sie die Umsetzung der bestehenden Pläne und Instruktionen Shoghi Effendis in Vorbereitung auf die erstmalige Wahl des Universalen Hauses der Gerechtigkeit.

#### Universales Haus der Gerechtigkeit
Seit 1963 ist das Universale Haus der Gerechtigkeit Oberhaupt der Religion. Die erste Wahl dieses Gremiums, die seither alle fünf Jahre erfolgt, wurde am 21. April 1963 durchgeführt. Zu den Aufgaben des Universalen Hauses der Gerechtigkeit gehört, die Bahai-Lehren entsprechend den Anforderungen einer sich ständig weiterentwickelnden Gesellschaft anzuwenden. Hingegen kann eine autoritative Auslegung der Bahai-Lehren vom Universalen Haus der Gerechtigkeit nicht vorgenommen werden. Seine Aufgaben und Funktionsweise legte das Universale Haus der Gerechtigkeit in einer eigenen Verfassung dar.
Der ständige Sitz des Universalen Hauses der Gerechtigkeit befindet sich als Teil des Bahai-Weltzentrums am Berg Karmel in Haifa in unmittelbarer Nähe zum Schrein des Bāb und den Gartenterrassen der Bahai. Aufgrund ihrer Bedeutung für die Bahai als Pilgerort und da sie „mit den beiden Gründern des Glaubens verbunden sind“, gehören die Heiligen Stätten des Bahai-Glaubens in Haifa und Westgaliläa zum UNESCO-Welterbe.
Das Universale Haus der Gerechtigkeit setzte die Bestrebungen Shoghi Effendis fort, den Bahai-Glauben weltweit zu verbreiten. Das seither starke Wachstum und die geographische Verbreitung des Bahaitums machten dabei dessen Identität als globale Religion zunehmend sichtbar. Darüber hinaus veröffentlichte das Universale Haus der Gerechtigkeit unter anderem eine an die „Völker der Welt“ gerichtete Botschaft zum Thema Weltfrieden sowie eine an religiöse Führer, die eine Vision des Dialogs zur gesellschaftlichen Rolle von Religion entwirft.
Die Religion des Bāb verbreitete sich bis zu seinem Tod im Jahre 1850 in 2 Ländern. Zu Lebzeiten Bahāʾullāhs (bis 1892) breitete sich der Bahai-Glaube in 13 und zu Lebzeiten ʿAbdul-Bahāʾs (bis 1921) in 20 Ländern aus. Am Ende von Shoghi Effendis Amtszeit im Jahr 1957 war der Glaube in 219 Ländern verbreitet. Heute ist das Bahaitum in weitgehend jedem Land vertreten. Die Zahl der Anhänger variiert je nach Definition und Schätzung. Während die Weltgemeinde 2021 mehr als fünf Millionen Mitglieder angibt, geht die Religionsstatistik der Encyclopedia Britannica 2014 von 7,8 Millionen Anhängern aus.

## Lehre

Der neunzackige Stern ist das am häufigsten verwendete Symbol der Bahai

Die Bahai-Lehre zielt als universale Religion darauf ab, die Entwicklung des Charakters aller Menschen zu fördern und sie zu befähigen, eine friedvolle und geeinte weltweite Gesellschaft zu gestalten, die sowohl geistig als auch materiell fortschreitet. Als autoritative Grundlage der Bahai-Lehre gelten neben den umfangreichen Schriften Bahāʾullāhs und des Bāb, die als offenbartes Wort Gottes betrachtet werden, auch die Ausführungen ʿAbdul-Bahāʾs, Shoghi Effendis und des Universalen Hauses der Gerechtigkeit.

### Menschen- und Gottesbild
Die „vernunftbegabte Seele“ stellt laut Bahai-Lehre die wahre Identität des Menschen dar – eine Wirklichkeit, die unabhängig ist von Geschlecht und ethnischer Zugehörigkeit. Der Mensch wird als „Bergwerk reich an Edelsteinen von unschätzbarem Wert“ angesehen, ausgestattet mit Talenten und Fähigkeiten. Durch Bildung und mithilfe seines freien Willens kann der Mensch seine edle Natur kultivieren und folglich zur Besserung der Gesellschaft beitragen.
Der tiefere Sinn des Lebens für Einzelne liegt laut Bahāʾullāh darin, Gott anzuerkennen, zu lieben und näher zu kommen. Dieser Zweck kann durch ein freigebiges Leben erfüllt werden, in dem sowohl Gebet und Meditation als auch der praktische Dienst an der Gesellschaft wesentlich sind. Nach dem physischen Tod lebt die individuelle Seele laut Bahai-Lehre unabhängig von Raum und Zeit weiter und setzt ihre ewige Reise zu Gott fort.
In den Bahai-Schriften wird Gott als allliebender und allwissender Schöpfer des Universums beschrieben. Die Wirklichkeit Gottes zu verstehen, ist für den menschlichen Verstand unmöglich, da das Erschaffene seinen Schöpfer nicht begreifen kann. Die Manifestationen Gottes – darunter Abraham, Moses, Zarathustra, Krishna, Siddhartha Gautama, Jesus Christus, Mohammed, der Bāb und Bahāʾullāh – vermitteln dem Menschen das Wissen um Gott und seinen Willen.

Bahāʾullāh beschreibt zudem, dass der Mensch in der Natur die Eigenschaften Gottes erkennen kann. In der ganzen Schöpfung ist jedoch nur der Mensch dazu fähig, alle göttlichen Attribute widerzuspiegeln. Zu diesen zählen Gerechtigkeit, Liebe, Großzügigkeit und Wahrhaftigkeit.

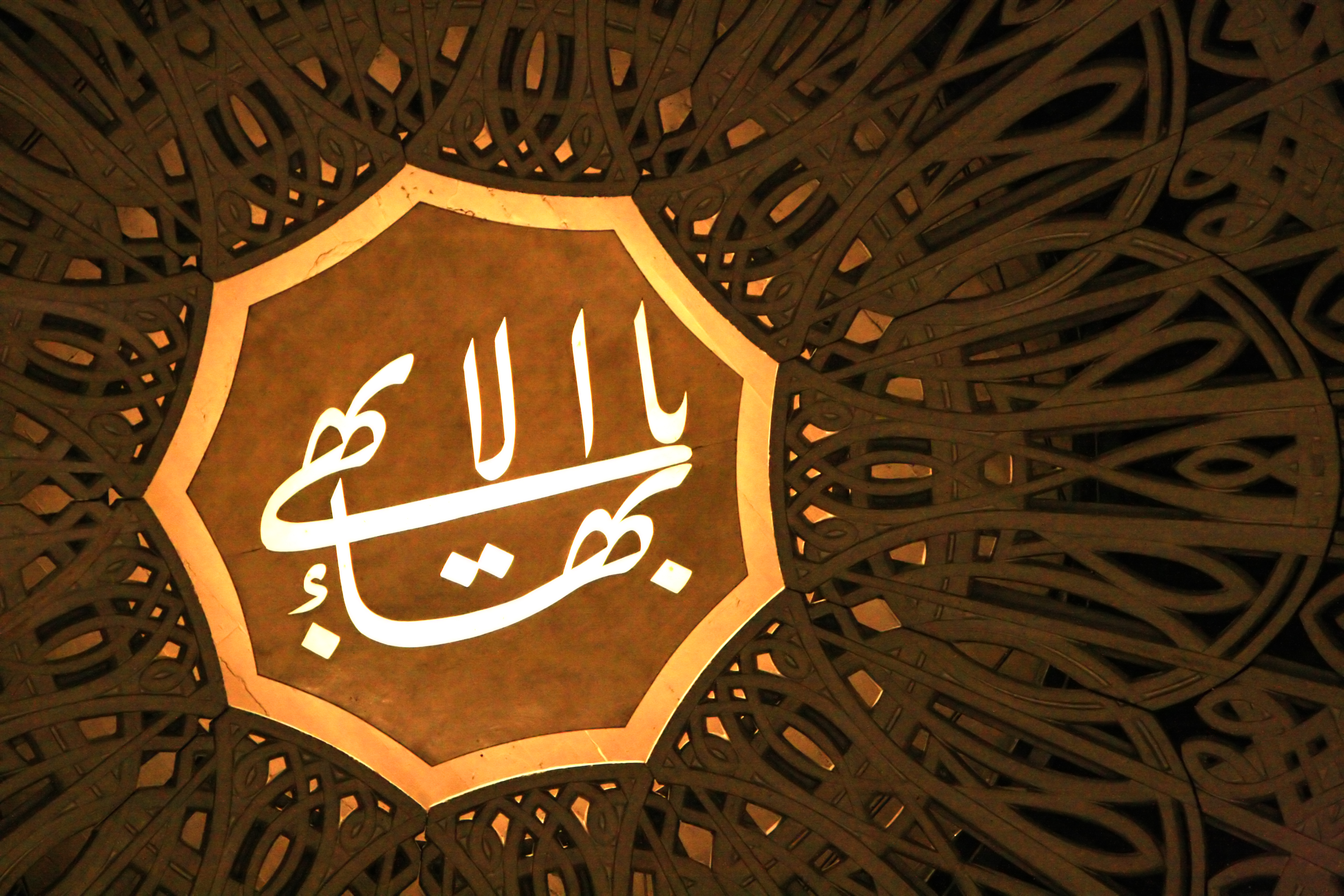
Die arabische Kalligrafie „O Herrlichkeit des Allherrlichen!“ drückt einen Lobpreis Gottes aus. „Herrlichkeit“ gilt den Bahai als der größte Name Gottes.

### Religionsverständnis

Das kalligraphische Ringsymbol zeigt drei Ebenen: die Ebene Gottes, die Ebene der Religionsstifter und die Ebene der Menschheit. Diese Ebenen werden durch die Offenbarung miteinander verbunden.

Die Bahai-Schriften betrachten die Stifter der Weltreligionen als Boten desselben Gottes. Alle sind von Gott gesandt, um die Entwicklung der Menschheit entsprechend den Nöten der jeweiligen Zeit zu fördern. Sie haben die Menschen dazu angespornt, ihren Charakter zu veredeln und sich in immer größeren und komplexeren Gesellschaften zu vereinen.

„Ist es nicht das Ziel jeder Offenbarung, eine Wandlung und Änderung in der ganzen Wesensart der Menschheit zu bewirken, eine Wandlung, die sich äußerlich wie innerlich erweisen und das innere Leben wie die äußeren Verhältnisse gestalten soll?“

Konflikte im Namen von Religion stehen für die Bahai daher im Widerspruch zum wahren Zweck von Religion. Heute steht die Menschheit an der Schwelle zur kollektiven Reife, die durch die Einheit der gesamten Menschheit in ihrer Vielfalt zum Ausdruck kommt. In den Schriften Bahāʾullāhs sehen die Bahai die Grundlage und den Impuls, die Neugestaltung der weltweiten Gesellschaft gemäß den Anforderungen dieser Entwicklungsstufe zu fördern.
Die Stifter der Religionen der Welt werden von Bahāʾullāh als Manifestationen dieses einen Gottes bezeichnet. Diese fördern sowohl den Charakter des Menschen als auch die Entwicklung der Gesellschaft gemäß den Nöten der jeweiligen Zeit. Die Bahai erkennen den Anspruch Bahāʾullāhs an, der jüngste in dieser fortschreitenden Reihe an Boten Gottes zu sein. In seinen Schriften entfalte sich eine Vision für den Aufbau einer dauerhaft friedvollen und gerechten Welt.
Die Komplementarität von Wissenschaft und Religion gilt als eines der zentralen Prinzipien des Bahai-Glaubens. Religion ohne Wissenschaft arte in Aberglauben und Fanatismus aus, während Wissenschaft ohne Religion zu Materialismus führe. Beide in Einklang zu bringen, ist demnach Voraussetzung für zivilisatorischen Fortschritt.

### Universeller Friede und Einheit der Menschheit
Universeller Friede ist laut Bahai-Schriften das höchste Ziel der Menschheit. Um diesen Frieden zu erreichen, ist es notwendig, eine Reihe an Prinzipien praktisch umzusetzen. Als solche werden unter anderem die Abschaffung aller Formen von Vorurteilen, die Harmonie zwischen Religion und Wissenschaft, die Gleichheit von Mann und Frau, die unabhängige Suche nach Wahrheit, die Annahme einer Welthilfssprache, die Abschaffung der Extreme von Reichtum und Armut, weltweiter Zugang zu Bildung und die zentrale Bedeutung des Grundsatzes der Gerechtigkeit auf allen Ebenen genannt.
„Der Dreh- und Angelpunkt“ der Bahai-Lehre ist das Prinzip der Einheit der gesamten Menschheit. Darunter verstehen die Bahai die Überzeugung, dass alle Menschen zu einer einzigen Menschheitsfamilie gehören. Statt um Ressourcen zu konkurrieren, sollten die unterschiedlichen Teile der Gesellschaft – wie die verschiedenen Zellen im menschlichen Körper – zusammenarbeiten und ihr eigenes Wohl im Wohl der gesamten Menschheit sehen.
Bahāʾullāh ruft dazu auf, die Erde als „nur ein Land und alle Menschen [als] seine Bürger“ zu betrachten.
Das Prinzip der Einheit der Menschheit bedeutet nach Bahai-Lehre nicht Uniformität, sondern geht mit einer Wertschätzung von Diversität einher. Die menschliche Familie in all ihrer Vielfalt könne mit den verschiedenen Blumen eines Gartens verglichen werden. Obwohl diese in Farbe und Form variieren mögen, würden sie alle „vom selben Frühlingsschauer erfrischt, vom gleichen Windhauch belebt [und] von den Strahlen ein und derselben Sonne“ gestärkt.
So sind auch die Angehörigen unterschiedlicher Religionen, Ethnien und Nationen angesprochen, einander als Mitglieder einer vielfältigen Menschheitsfamilie zu begegnen.

## Glaubenspraxis und Gemeindeleben

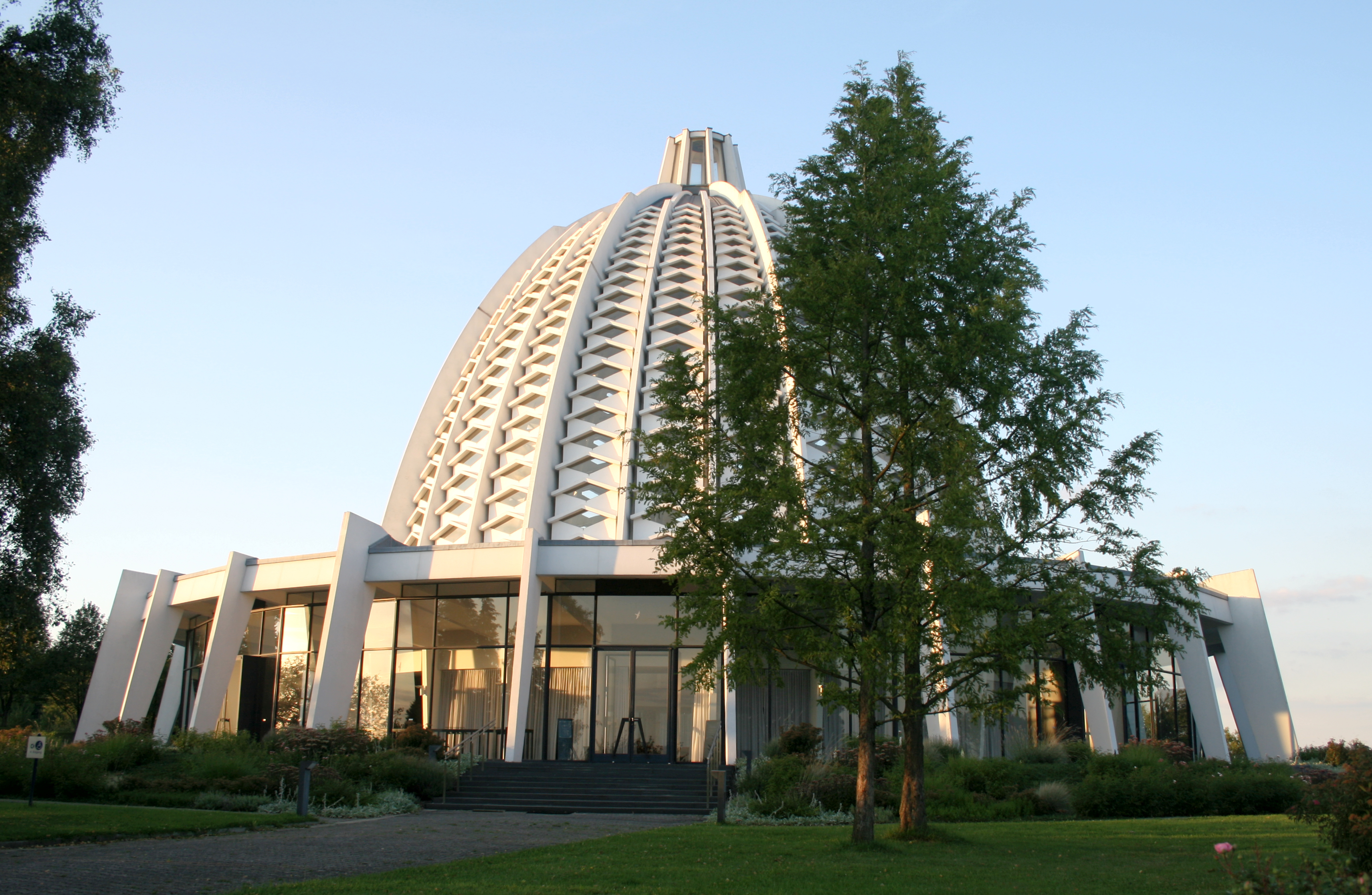
Bahaitempel beim Stadtteil Langenhain von Hofheim am Taunus

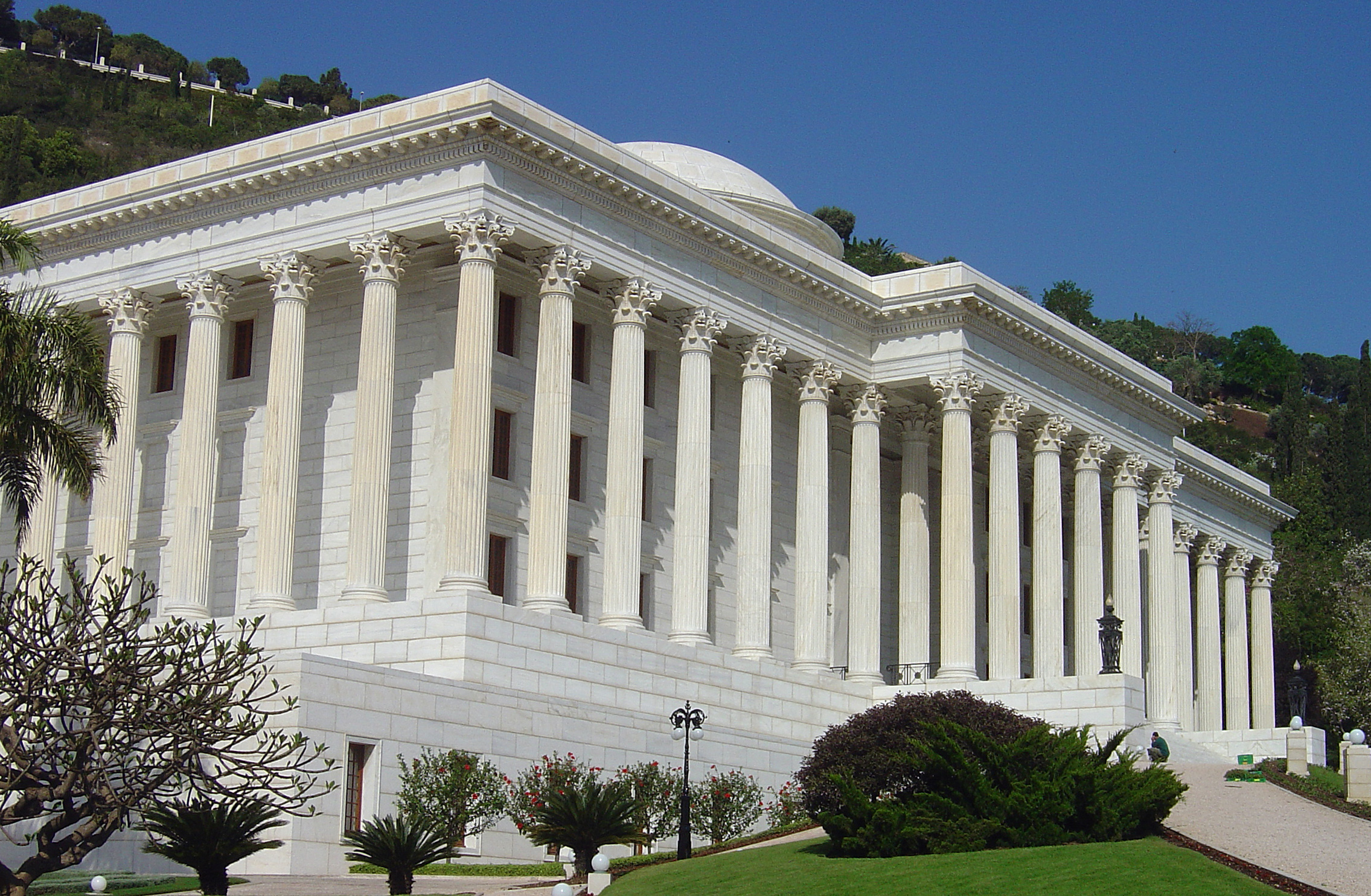
Sitz des Universalen Hauses der Gerechtigkeit, des höchsten Gremiums der Bahai, in Haifa, Israel

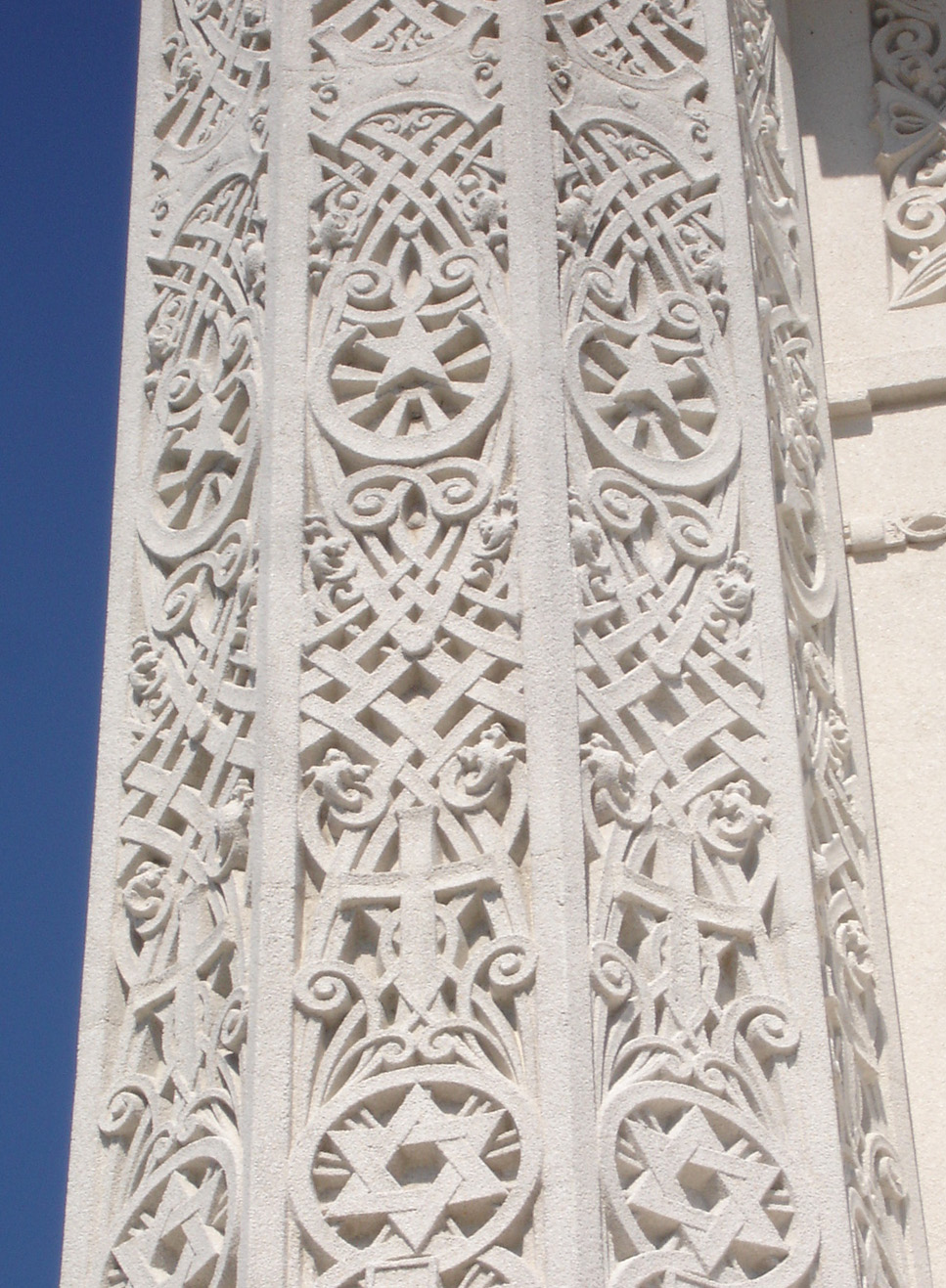
Symbole verschiedener Religionen auf einem Pfeiler des Bahai-Tempels in Wilmette, Illinois, Vereinigte Staaten, zeigen die Offenheit der Bahai gegenüber den Anhängern anderer Religionsgemeinschaften.

Die Glaubenspraxis der Bahai basiert auf dem Prinzip, dass das Leben des Menschen von zwei Zielen geprägt ist, die wechselseitig aufeinander wirken: die eigene geistige und intellektuelle Entwicklung zu fördern und zum konstruktiven Wandel der Gesellschaft beizutragen.

„Der Mensch ist organisch mit der Welt verbunden. Sein inneres Leben gestaltet die Umwelt und wird zutiefst von ihr beeinflusst. Eins wirkt auf das andere, und jede bleibende Veränderung im Leben des Menschen ist das Ergebnis dieser Wechselwirkungen.“

Einzelne sollen als Antwort auf den Aufruf Bahāʾullāhs nicht nur selbst täglich beten und ihr Handeln reflektieren, ihr Wissen vertiefen und sich bemühen, uneigennützig und vorurteilsfrei zu sein. Sie sollen Aspekte eines geistigen Lebens auch in der Gesellschaft stärken, indem sie sich unter anderem für eine solidarische Kultur einsetzen. Jedem Einzelnen wird zugesprochen, die eigene geistige Entwicklung in der Hand zu halten und selbständig die Wahrheit zu erforschen – einen Klerus gibt es in der Gemeindeordnung der Bahai nicht. Die Institutionen der Gemeinde sollen die Energien des Einzelnen freisetzen, leiten und Aktivitäten koordinieren. Der Einzelne ist des Weiteren Teil der gesamten Gemeinde, die entsprechend den Bahai-Lehren ein ermutigendes Umfeld bieten soll, in dem unter anderem eine offene und wertschätzende Beratungskultur gepflegt wird.
Die Bahai sehen ihr Handeln als Beitrag zur organischen und langfristigen Entwicklung einer friedvollen und gerechten Weltzivilisation. Dabei betonen sie die Wichtigkeit des schrittweisen Aufbaus einer geeinten und dynamischen Gemeinschaft, die alle Menschen und kulturelle Vielfalt willkommen heißt und somit durch Erfahrung lernt, wie das Prinzip der Einheit der Menschheit praktisch umgesetzt werden kann. In diesem Zusammenhang unterstützen die Bahai seit 1996 weltweit die Entwicklung einer Bildungseinrichtung, die an der Basis agiert und Einzelnen unabhängig von Religionszugehörigkeit ein Lernen über den Dienst zum Wohl ihrer unmittelbaren Umgebung ermöglichen soll.
Im Zentrum der von den Bahai geförderten Praxis stehen der Dienst an der Gesellschaft und die Hinwendung zu Gott. Diese werden als untrennbare Elemente des Gemeindelebens angesehen. Die Bahai organisieren Andachtsversammlungen, die allen Menschen offenstehen sollen. Der Grundsatz, dass Gebet zum Dienst an der Allgemeinheit inspiriert, soll zudem dadurch verwirklicht werden, dass Andachtshäuser der Bahai – die als „Mashriqu’l-Adhkár“ bezeichneten Kuppelbauten mit neun Eingängen – auch von sozialen Einrichtungen umgeben sind.
Die Familie wird von den Bahai als Keimzelle der Gesellschaft betrachtet. Sie soll eine Umgebung bieten, die der persönlichen Entwicklung zuträglich ist und Kinder zu verantwortungsvollen Menschen erzieht. Kindererziehung ist zugleich auch der gesamten Gemeinschaft zugetragen. Bahai-Gemeinden sind aufgerufen, ein Umfeld zu schaffen, in dem Kinder vorurteilsfrei und weltoffen aufwachsen können. Die Bahai organisieren gemeinsam mit anderen Unterricht für Kinder über Tugenden, damit einhergehende Gewohnheiten und das Wirken der Stifter der Weltreligionen. Der Jugend wird im Gemeindeleben und beim konstruktiven Wandel der Gesellschaft eine herausragende Rolle zugemessen. Der Gemeinde kommt die Verantwortung zu, Jugendliche zu unterstützen und ihnen ohne Paternalismus zu begegnen.

„Das Menschenleben hat seine Frühlingszeit und ist mit Herrlichkeit ausgestattet. Die Jugendzeit ist durch Kraft und Vitalität gekennzeichnet und hebt sich im Menschenleben als die erlesenste Zeit ab.“

Des Weiteren betrachten die Bahai die Entwicklung der Strukturen und Prozesse ihrer Verwaltungsordnung als wesentlich. Diese Ordnung geht auf Bahāʾullāhs Schriften zurück und kennt sowohl gewählte als auch ernannte Institutionen mit jeweils eigenen Wirkungsbereichen, die unter der Leitung des Universalen Hauses der Gerechtigkeit als internationales Führungsgremium der Bahai fungieren. Mit Entscheidungsbefugnis ausgestattete Gremien, bestehend aus neun Personen, kümmern sich um die Angelegenheiten der Gemeinde auf lokaler und nationaler Ebene. Diese werden jährlich gewählt, wobei Wahlwerbung und Nominierungen untersagt sind. Die „Institution der Berater“, die sich aus ernannten Persönlichkeiten mit anerkannter Erfahrung und Fähigkeit zusammensetzt, unterstützt ihrerseits unter anderem individuelle Initiativen und den Lernfortschritt der Gemeinde. Die Beziehung zwischen gewählten und ernannten Institutionen soll durch liebevolle Zusammenarbeit geprägt sein.
In der Stärkung der Kapazität von Institutionen und deren Zusammenwirken mit Einzelnen und der Gemeinde sehen die Bahai über die Notwendigkeit einer internen Verwaltung hinaus einen Beitrag zum Lernen über eine Gesellschaftsordnung, die dem Grundsatz der Einheit in Vielfalt gerecht wird. Das Prinzip aufrichtiger und liebevoller Beratung beim Prozess der Entscheidungsfindung in allen Angelegenheiten wird dabei hervorgehoben. Durch das Zusammentreffen unterschiedlicher Sichtweisen Einzelner sollen neue Einsichten entstehen, Vertrauen gestärkt und ein geeintes Vorgehen ermöglicht werden. Als Basis des Gemeindelebens gilt den Bahai die als „Neunzehntagefest“ bekannte regelmäßige lokale Versammlung. Diese markiert den Beginn eines neuen Bahai-Monats und ist dem Gebet, der gemeinsamen Beratung und dem geselligen Beisammensein gewidmet. Sie soll die Bahai geistig stärken und zu wohltätigen Unternehmungen anregen. Die Bahai haben auf unterschiedlichen Ebenen Fonds zur Finanzierung von Aktivitäten zum Gemeinwohl eingerichtet, zu denen Mitglieder der Gemeinde freiwillig beitragen können.
Die Bahai sind zudem in sozialem Handeln und gesellschaftlichen Diskursen tätig. Zu ersteren zählen beispielsweise Initiativen im Schul- und Bildungsbereich sowie betreffend Gesundheit, Nahrungsproduktion und soziale Kohäsion. Die Beteiligung der Bahai in letzteren wird auf unterschiedlichen Ebenen vorangetrieben und international von der Bahá’í International Community verfolgt, die unter anderem in Foren und Netzwerken zu Themen wie Gleichstellung von Männern und Frauen und nachhaltiger Entwicklung aktiv ist.

## Beziehung zu anderen Religionen
Das Ziel von Religion ist nach den Bahai-Lehren „das Wohl des Menschengeschlechts zu sichern, seine Einheit zu fördern und den Geist der Liebe und Verbundenheit unter den Menschen zu pflegen“. Religion soll „nicht zur Quelle der Uneinigkeit und der Zwietracht, des Hasses und der Feindschaft werden“. Konflikte aus religiösen Gründen sind demnach nicht im Einklang mit den Bahai-Lehren.
Zu anderen Religionen besteht vonseiten der Bahai nicht nur aufgrund dieser Aufrufe ein gutes Verhältnis, sondern auch weil sie in Gott den „Herrn aller Religionen“ sehen. So gelten unter anderem Adam, Abraham, Moses, Zarathustra, Krishna, Siddhartha Gautama, Jesus Christus, Mohammed, der Bāb und Bahāʾullāh als Manifestationen Gottes.
Gemäß dem Wort Bahāʾullāhs „Verkehret mit den Anhängern aller Religionen im Geiste des Wohlwollens und der Brüderlichkeit“ wirken Bahai beim interreligiösen und interkulturellen Dialog mit. Das Ziel dieses Dialogs sehen sie unter anderem darin, universelle Prinzipien, die in allen Religionen betont werden, herauszuarbeiten und aus den Erfahrungen bei deren Anwendung zu lernen. Es gehe darum, gemeinsam auf eine friedlichere und gerechtere Welt hinzuarbeiten.

## Verfolgung

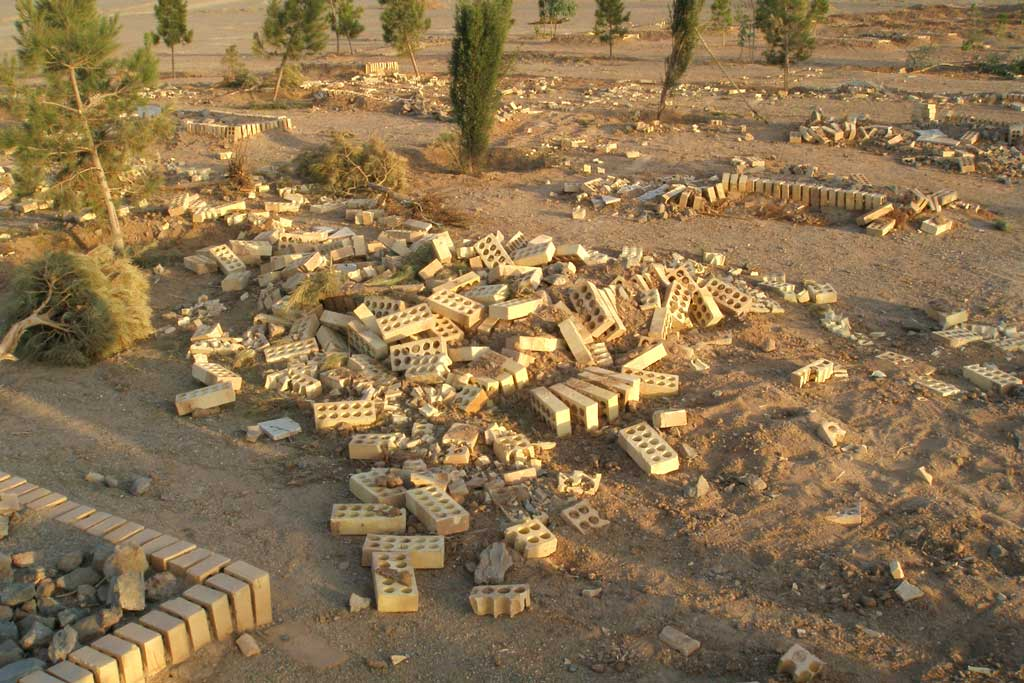
Geschändeter Bahai-Friedhof in Yazd, Iran

Die Verfolgungsgeschichte der Bahai in ihrem Ursprungsland Iran geht auf die Anfänge der Religion in der Mitte des 19. Jahrhunderts zurück.
Seit der Islamischen Revolution besteht eine kontinuierliche, systematische, mehrdimensionale und staatlich geförderte Verfolgung mit dem Ziel, die Bahai-Gemeinde zu zerstören. Dafür beabsichtigt das iranische Regime, die Bahai aus dem öffentlichen Leben zu verbannen, sie verarmen zu lassen, ihr akademisches und intellektuelles Fortkommen zu verhindern, ihre Geschichte und Kultur auszulöschen sowie zum Hass aufzustacheln. Zu den Methoden der Regierung gehören Mord und Hinrichtungen, Verhaftungen und Inhaftierungen, Verhöre, Kündigungen und die Unterdrückung wirtschaftlicher Aktivitäten, die Verbreitung von Falschinformationen, der Ausschluss aus Bildungseinrichtungen oder die Beschlagnahme von Eigentum und heiligen Stätten. Beispielsweise wurden am 18. Juni 1983 zehn großteils junge Frauen, darunter die 17-jährige Mona Mahmudnizhad, in Schiras durch Erhängen hingerichtet. Seit 2005 hat die Verfolgung der Bahai-Gemeinde weiter deutlich an Intensität zugenommen.
Die Antwort der iranischen Bahai-Gemeinde auf diese Verfolgung wird als „konstruktive Resilienz“ beschrieben. Beispielsweise haben die Bahai angesichts des Ausschlusses aus Universitäten ihre eigene Hochschuleinrichtung, das Bahá'í Institute for Higher Education (BIHE), gegründet. Zudem widmen sich die Bahai unter anderem Bildungsaktivitäten, die allen offen stehen, und versuchen, im Sinne der Lehren ihres Glaubens Hass und Ressentiments zu vermeiden und stattdessen die Zusammenarbeit für das Gemeinwohl und gesellschaftlichen Zusammenhalt zu fördern. Sie sind gemäß der Bahai-Lehre aufgerufen, gehorsam gegenüber dem staatlichen Gesetz zu sein, soweit sie dadurch nicht die geistigen Prinzipien ihres Glaubens verleugnen müssen, sowie einen gewaltlosen und kooperativen Ansatz für gesellschaftliche Veränderungen zu verfolgen.
Die systematische und staatlich angeordnete Verfolgung der Bahai ist zu unterscheiden von verschiedenen Formen der Diskriminierung wie lokale Feindseligkeiten oder Beschränkung religiöser Aktivitäten von Bahai in einigen weiteren Ländern. Allerdings kann im Jemen eine für die Bahai in vielerlei Hinsicht mit dem Iran vergleichbare Verfolgungslage beobachtet werden.

## Rezeption im deutschsprachigen Raum
In der deutschsprachigen religionswissenschaftlichen Forschung wird das Bahaitum als eigenständige Weltreligion, Universalreligion und als „abrahamitischer Monotheismus eigener Prägung“ betrachtet.
In der älteren Forschung sah dieses Bild teilweise noch anders aus, da die frühen Darstellungen über das Bahaitum im deutschsprachigen Raum überwiegend von christlichen Apologeten verfasst wurden. Zu den gängigsten Fehleinschätzungen zählte die Einordnung als „islamische Sekte“, die darauf zurückzuführen ist, dass das Bahaitum in einem islamischen Kulturraum entstand. Dies wurde durch den unkritischen, unwissenschaftlichen und zum Teil apologetischen Gebrauch des Wortes Sekte begünstigt. Verkannt wurde, dass sich das Bahaitum auf eigene heilige Texte stützt, einen eigenen universalen Anspruch hat und das islamische Religionsgesetz innerhalb der neuen Gemeinde bereits 1848 aufgehoben wurde. Während der in den 1970er Jahren einsetzenden generellen Sektendebatte in Deutschland musste sich auch die deutsche Bahai-Gemeinde gegen eine Stigmatisierung als Sekte zur Wehr setzen. Hierzu trug nicht unerheblich eine Publikation der Evangelischen Zentralstelle für Weltanschauungsfragen (EZW) bei. Dieser trat die Bahá’í-Gemeinde in Deutschland mit der Veröffentlichung einer umfassenden Erwiderung entgegen, die der Religionswissenschaftler Manfred Hutter trotz ihres apologetischen Charakters als wichtigen Beitrag zur kritischen Erforschung des Bahaitums bezeichnet hat. Dabei wurde die Authentizität verschiedener Bahai-Schriften bekräftigt und die fehlerhafte Darstellung theologischer, rechtlicher und ethischer Aspekte des Bahaitums korrigiert. Darüber hinaus wurden aber auch bisher unbehandelte historische, rechtliche und theologische Fragestellungen von den Autoren in den Blick genommen. Eine sachgerechtere Gesprächsbasis entstand somit in den 1990er Jahren unter veränderten Rahmenbedingungen. Zwischen der EZW und der Bahai-Gemeinde entwickelte sich in der Folge eine durch interreligiösen Dialog geprägte Zusammenarbeit. Das von der Bahai-Gemeinde vertretene „Einheitsparadigma“ – die Einheit der Menschheit in ihrer kulturellen und religiösen Vielfalt – begegnete dabei nach wie vor kritischen Fragen nach der Vereinbarkeit mit pluralen Vorstellungen über Religion und Gesellschaft. Dies ist vor allem vor dem Hintergrund einer autoritär geführten Gemeinde und den daraus immer wieder resultierenden Spannungen zu verstehen. Vertreter des Bundes für Freies Christentum sehen in diesem Zusammenhang Widersprüche zwischen dem – seinem Wesen nach liberalen, wissenschaftsbejahenden und fortschrittsfreudigen – Bahaitum und seiner hierarchisch organisierten Weltgemeinde, die ihre Mitglieder zu Gehorsam gegenüber ihren religiösen Instanzen verpflichte und so versuche, die „Einheit“ innerhalb ihres bisher überschaubaren Mitgliederbestandes zu sichern. „Visionäre Kraft“ stehe hier neben „illusionärer Schwäche“. Kritisiert wird vor allem ein naiver Unfehlbarkeitsglaube.
Wichtige aktuelle Beiträge in der sich im deutschen Sprachraum noch zögerlich anbahnenden religionswissenschaftlichen Forschung über das Bahaitum sind vor allem das Handbuch Bahāʾī des Religionswissenschaftlers Manfred Hutter und sein Beitrag zur Vorlesungsreihe „Weltreligionen: Verstehen. Verständigung. Verantwortung“ der 10. Johannes-Gutenberg-Stiftungsprofessur an der Universität Mainz, ferner eine umfassende Einleitung zu Bahāʾullāhs Brief an den Sohn des Wolfes in der kommentierten Übersetzung des Orientalisten Armin Eschraghi.

### Grundwissen

#### Selbstdarstellungen
- Stephan A. Towfigh; Wafa Enayati: Die Bahá’í-Religion. Ein Überblick. 5. Auflage. Lau, Reinbek 2014, ISBN 978-3-95768-121-8 (Inhaltsverzeichnis bei der DNB – Populäre Kurzeinführung mit besonderem Fokus auf die Gemeinde).
- John Ebenezer Esslemont: Bahá’u’lláh und das neue Zeitalter. 8. Auflage. Bahá’í-Verlag, Hofheim 1986, ISBN 3-87037-184-6.
- Moojan Momen: The Baha’i Faith. A Beginner's Guide. Oneworld Publications, Oxford 2008, ISBN 978-1-931847-27-8.
- William S. Hatcher, J. Douglas Martin: The Bahá’í Faith. The Emerging Global Religion. 3. Auflage. Bahá’í Publishing Trust, Wilmette (Illinois) 2002, ISBN 1-931847-06-1.

#### Einführungen und Monographien
- Manfred Hutter: Handbuch Bahā’ī. Geschichte – Theologie – Gesellschaftsbezug. Kohlhammer, Stuttgart 2009, ISBN 978-3-17-019421-2.
- Manfred Hutter: Iranische Religionen. Zoroastrismus, Yezidentum, Bahaitum. De Gruyter, Berlin/Boston 2019, ISBN 978-3-11-064971-0.
- Armin Eschraghi: Einleitung. Das Leben Baha’ullahs – Die heiligen Schriften der Bahai – Zentrale Lehraussagen. In: Armin Eschraghi (Hrsg.): Baha’ullah, Brief an den Sohn des Wolfes (Lauḥ-i Ibn-i Dhi’b). Verlag der Weltreligionen, Berlin 2010, ISBN 978-3-458-70029-6, S. 145–353.
- Ulrike Elsdörfer: Globale Religionen. Ein Lesebuch zum interreligiösen Gespräch: Bahá’i, Christentum, Islam. Ulrike Helmer Verlag, Königstein 2008, ISBN 978-3-89741-261-3, S. 15–68.
- Peter Smith: An Introduction to the Baha’i Faith. Cambridge University Press, New York/Cambridge 2008, ISBN 978-0-521-68107-0.
- Robert H. Stockman (Hrsg.): The World of the Bahá’í Faith. Routledge, London 2021, ISBN 978-1-138-36772-2.

#### Artikel
- Fereydun Vahman: Baha’ismus. In: Gerhard Krause, Gerhard Müller (Hrsg.): Theologische Realenzyklopädie. Band 5. Walter de Gruyter, Berlin/New York 1980, ISBN 3-11-007739-6, S. 115–132.
- Manfred Hutter: Bahā’īs. In: Lindsay Jones u. a. (Hrsg.): Encyclopedia of Religion. 2., völlig neu erstellte Auflage. Band 2. Macmillan Reference USA, Thomson Gale, New York u. a. 2005, ISBN 0-02-865735-7, S. 737–740.
- John Walbridge: Baha’i Faith. In: Richard C. Martin u. a. (Hrsg.): Encyclopaedia of Islam and the Muslim World. Band 1. Macmillan Reference USA, Thomson Gale, New York u. a. 2004, ISBN 0-02-865604-0, S. 100–101.
- Juan Ricardo I. Cole: Baha’i. In: David Levinson, Karen Christensen u. a. (Hrsg.): Encyclopedia of modern Asia. Band 1. Charles Scribner’s Sons, Thomson Gale, New York u. a. 2002, ISBN 0-684-31242-5, S. 217–220.
- Todd Lawson: Bahā’ī. In: John L. Esposito u. a. (Hrsg.): The Oxford Encyclopedia of the Modern Islamic World. Band 1. Oxford University Press, New York/Oxford 1995, ISBN 0-19-509612-6, S. 177–182.
- Robert Stockman: Bahá’í Faith. In: Thomas Riggs u. a. (Hrsg.): Worldmark Encyclopedia of Religious Practices. Band 1. Thomson Gale, Detroit u. a. 2006, ISBN 0-7876-6612-2, S. 23–45.
- Ulrike Elsdörfer: Menschenbilder Menschenrechte. Kontroversen in Bahá'i, Christentum und Islam. Ulrike Helmer Verlag, Sulzbach 2009, ISBN 978-3-89741-291-0, S. 95–103, 111–133.

### Nachschlagewerke
- Peter Smith: A Concise Encyclopedia of the Bahá’í Faith. Oneworld Publications, Oxford 2008, ISBN 978-1-85168-184-6.
- Hugh C. Adamson: Historical Dictionary of the Bahá’í Faith. Scarecrow Press, Lanham (Maryland) 2007, ISBN 978-0-8108-5096-5.
- Wendi Momen: A Basic Bahá’í Dictionary. George Ronald Press, Oxford 1989, ISBN 0-85398-231-7.

### Theologische Werke
- Babak Farrokhzad: Der Fluss der Wahrheit. Endzeiterwartungen und Wahrheitsbeweise des Christentums und des Islam in Bahá’u’llás Kitáb-i-Íqán. Studien zum Bahá’ítum. Band 4. Bahá’í-Verlag, Hofheim 2004, ISBN 3-87037-409-8.
- Udo Schaefer: Heilsgeschichte und Paradigmenwechsel. Zwei Beiträge zur Bahá’í-Theologie (= Studien zum Bahá’ítum. Band 1). 2. überarbeitete und erweiterte Auflage. Bahá’í-Verlag, Hofheim 2002, ISBN 3-87037-389-X.
- Nader Saiedi: Logos and Civilization. Spirit, History and Order in the Writings of Bahá’u’lláh. University Press of Maryland, Bethesda 2000, ISBN 1-883053-63-3.
- Moojan Momen: Relativism, A Theological and Cognitive Basis for Bahá’í. Ideas about God and the Spiritual World (= Lights of ‘Irfán. Band 12). 2011, S. 367–399 (irfancolloquia.org [PDF; 312 kB]).

### Geschichte
- Johann Christoph Bürgel, Isabel Schayani (Hrsg.): Iran im 19. Jahrhundert und die Entstehung der Bahā’ī-Religion. Georg Olms Verlag, Hildesheim, Zürich, New York 1998, ISBN 3-487-10727-9 (google.de – Voransicht).
- Moojan Momen: Bahá'u'lláh – eine Kurzbiographie. Bahá’í-Verlag, Hofheim 2013, ISBN 978-3-87037-499-0.
- G. Cameron, W. Momen: A Basic Bahá’í Chronology. George Ronald, Oxford 1996, ISBN 0-85398-404-2.
- Peter Smith: The Bahá’í Faith. A Short History. Oneworld Publications, Oxford 1999, ISBN 1-85168-208-2.
- Peter Smith: The Babi and Baha’i Religions. From messianic Shi’ism to a World Religion. Cambridge University Press, Cambridge 2008, ISBN 978-0-521-31755-9.
- Nationaler Geistiger Rat der Bahá’í in Deutschland (Hrsg.): 100 Jahre Deutsche Bahá’í-Gemeinde. 1905–2005. Bahá’í-Verlag, Hofheim 2005, ISBN 3-87037-436-5.
- Nationaler Geistiger Rat der Bahá’í in Deutschland (Hrsg.): Die Bahá'í im Iran. Dokumentation der Verfolgung einer religiösen Minderheit. Bahá’í-Verlag, Hofheim 1985, ISBN 3-87037-170-6.
- Rudolf Fischer: Religiöse Vielfalt im Vorderen Orient: eine Übersicht über die Religionsgemeinschaften des Nahen Ostens. Ed. Piscator, Oberdorf, Schweiz 1988, ISBN 3-906090-20-5, Babismus / Bahaismus, S. 54–55 (eingeschränkte Vorschau in der Google-Buchsuche).
- Kai Merten: Untereinander, nicht nebeneinander: Das Zusammenleben religiöser und kultureller Gruppen im Osmanischen Reich des 19. Jahrhunderts (= Marburger religionsgeschichtliche Beiträge. Band 6). LIT Verlag, Münster 2014, ISBN 978-3-643-12359-6, 14. Die Bābī/Bahā'ī im Osmanischen Reich, S. 358–372 (eingeschränkte Vorschau in der Google-Buchsuche).
- Stephan Pernau: Bábi und Bahá'i Verfolgungen von 1844 bis in die Gegenwart. Universitätsbibliothek, Kiel 1986, urn:nbn:de:gbv:8-diss-46542 (Online).

### Gemeindeordnung
- Tajan Tober: Ein neues Ius Divinum? Zur Theologie des Rechts der Bahá’í (= Schriften zum Staatskirchenrecht. Band 40). Peter Lang, Frankfurt am Main 2008, ISBN 978-3-631-56235-2.
- Emanuel V. Towfigh: Die rechtliche Verfassung von Religionsgemeinschaften. Eine Untersuchung am Beispiel der Bahai (= Ius Ecclesiasticum. Beiträge zum evangelischen Kirchenrecht und zum Staatskirchenrecht. Band 80). Mohr Siebeck, Tübingen 2006, ISBN 3-16-148847-4 (google.de – Voransicht).
- Udo Schaefer: Grundlagen der Gemeindeordnung der Bahá’í (= Studien zum Bahá’ítum. Band 3). Bahá’í-Verlag, Hofheim 2003, ISBN 3-87037-404-7.

### Periodika
- Gesellschaft für Bahá’í-Studien für das deutschsprachige Europa (Hrsg.): Schriftenreihe der Gesellschaft für Bahá’í-Studien. Bahá’í-Verlag, Hofheim (2003–2006).
- Gesellschaft für Bahá’í-Studien für das deutschsprachige Europa (Hrsg.): Zeitschrift für Bahá’í-Studien. Bahá’í-Verlag, ISSN 1865-5955 (2007–2012).
- Association for Bahá’í Studies – North America (Hrsg.): The Journal of Bahá’í Studies. (bahai-studies.ca – ab 1988, Inhaltsübersicht und Onlineartikel).
- Association for Bahá’í Studies for UK (Hrsg.): Bahá’í Studies Review. (intellectbooks.co.uk – ab 1991, Inhaltsübersicht).
- Christopher Buck, Ismael Valesco (Hrsg.): Online Journal of Bahá’í Studies. (bahaistudies.net – 2007–2008, Inhaltsübersicht und alle Artikel Online).
- ‘Irfán-Kolloquium (Hrsg.): Beiträge des ‘Irfán-Kolloquiums. ‘Irfán-Studien zum Bahá’í-Schrifttum. Bahá’í-Verlag, Hofheim (ab 2004).
- ‘Irfán Colloquia (Hrsg.): Lights of ‘Irfán. Papers Presented at the ‘Irfán Colloquia and Seminars. Bahá’í Distribution Service, Wilmette (ab 2000).